# Зельхенбах
Зельхенбах (нім. Selchenbach) — громада в Німеччині, розташована в землі Рейнланд-Пфальц. Входить до складу району Кузель. Складова частина об'єднання громад Кузель.
Площа — 4,80 км2. Населення становить 308 ос. (станом на 31 грудня 2020).